# Rat Queens
Rat Queens es una serie regular de cómics de fantasía humorística escrita por Kurtis J. Wiebe y publicada por Image Comics desde septiembre de 2013. El dibujante actual es Tess Fowler, mientras que Roc Upchurch y Stjepan Šejić la han dibujado en números anteriores.
La serie narra las andanzas de un grupo de cuatro aventureras pendencieras y muy malhabladas, y ha recibido las alabanzas de la crítica, estuvo nominada a los Premios Eisner de 2014 en la categoría de mejor nueva serie y obtuvo el GLAAD Media Award de 2015 al mejor cómic. Se planea adaptar el cómic a una serie de animación para televisión en un futuro cercano.

## Personajes y argumento
Las susodichas "Rat Queens" son un revoltoso grupo de aventureras en un trasfondo de fantasía medieval. El grupo está compuesto por Hanna, una hechicera rockabilly elfa; Violet, una guerrera hipster enana que se afeitó la barba antes de que se pusiera de moda; Dee, una clérigo atea humana que procede de una familia de adoradores de monstruos lovecraftianos; y Betty, una mediana ladrona y hippie, cuya idea de una comida abundante es una bolsa de golosinas y drogas.
Los primeros cinco números siguen las hazañas del grupo mientras intenta defenderse de asesinos que tratan de matarlas y de otros grupos de aventureros que han estado provocando altercados en la ciudad en la que residen, Palisade. El segundo arco argumental muestra los intentos de las Rat Queens para prevenir que un comerciante vengativo invoque a los dioses de muchos tentáculos del pueblo de Dee para que arrasen la ciudad.

## Desarrollo
El guionista Kurtis Wiebe describe la serie como "una carta de amor a mis años de D&D (...) y fantasía" pero desde una perspectiva moderna, y el concepto como el de si "El Señor de los Anillos se cruzara con Bridesmaids". La intención original era financiar la serie a través de Kickstarter pero Jim Valentino de Image Comics se hizo cargo de la idea una semana antes de que la campaña de financiación llegase a comenzar. La periodicidad de la serie se planteó en un principio como de diez números cada año, con una pausa de dos meses entre cada colección.
Después de que el artista Roc Upchurch fuese arrestado por cargos por violencia doméstica en noviembre de 2014, Wiebe anunció que Upchurch no volvería a ilustrar la serie. Image Comics anunció en diciembre de 2014 que Stjepan Šejić sería el encargado de continuar la serie como dibujante a partir del número 9 publicado en febrero de 2015, precedido de un número especial en enero de 2015 sobre la guerrera orca Braga dibujado por el artista invitado Tess Fowler. Tras el abandono de Šejić por problemas de salud en julio de 2015, Fowler continuó la serie como artista principal acompañado de la colorista Tamra Bonvillain.

## Recepción
Rat Queens ha recibido la aclamación de la crítica especializada. La serie recibió una nominación a los Premios Eisner en la categoría de mejor nueva serie y logró el GLAAD Media Award de 2015 al mejor cómic por su representación de personajes LGBT. El primer volumen recopilatorio, Rat Queens: Sass and Sorcery, logró una nominación al Premio Hugo a la mejor historia gráfica.
Robert Tutton, en la revista Paste, menciona que las personalidades "alborotadoras, sarcásticas e intensamente leales" de los personajes principales son el motor de la serie y alabó las constantes transiciones del "gore al humor, de la apabullante acción a los pequeños instantes personales", así como el talento del artista Roc Upchurch para representar las expresiones faciales. Augie De Bliek de Comic Book Resources valoró la que considera una serie "oscura, retorcida e hilarante" por su ritmo ágil, por los ingeniosos (y sin pelos en la lengua) guiones de Wiebe y por la humanidad y la personalidad que Upchurch es capaz de infundir en sus dibujos. En su análisis para IGN, Benjamin Bailey describió la "mezcla de aventuras a lo d20 y angustia moderna" como el perfeccionamiento de la fórmula que introduce humor e ingenio en los temas recurrentes de la espada y brujería, y elogió el diseño "único y expresivo" de los personajes de Upchurch.

## Volúmenes recopilatorios (TPB)
- Rat Queens, Volume 1: Sass and Sorcery (números 1–5), ISBN 978-1-60706-945-4, 26 de marzo de 2014
- Rat Queens, Volume 2: The Far Reaching Tentacles of N’Rygoth (números 6–10), ISBN 978-1-63215-040-0, 6 de mayo de 2015

## Adaptaciones
Existe un proyecto para que el estudio de animación Pukeko Pictures y la revista Heavy Metal adapten el concepto como una serie de animación para televisión con capítulos de 30 minutos. El anuncio del proyecto se difundió en junio de 2014.